# Джейсон Квіллі
Джейсон Квіллі  (англ. Jason Queally, 11 травня 1970) — британський велогонщик, олімпійський чемпіон.

## Виступи на Олімпіадах
| Олімпіада   | Дисципліна       | Місце |
| ----------- | ---------------- | ----- |
| Сідней 2000 | гіт 1000 метрів  | 1     |
| Сідней 2000 | командний спринт | 2     |
| Афіни 2004  | командний спринт | 5     |

## Зовнішні посилання
- Досьє на sport.references.com [Архівовано 3 грудня 2016 у Wayback Machine.]